# Bushwood
Bushwood – civil parish w Anglii, w hrabstwie Warwickshire, w dystrykcie Warwick. Leży 11 km na północny zachód od miasta Warwick i 143 km na północny zachód od Londynu. W 2001 roku civil parish liczyła 18 mieszkańców.